# Pavel Panov
Pavel Panov (Sofia, 16 settembre 1950 – 18 febbraio 2018) è stato un allenatore di calcio e calciatore bulgaro, di ruolo attaccante.

## Carriera
Con il Levski Sofia vinse per 4 volte il campionato bulgaro (1969-1970, 1973–1974, 1976–1977, 1978–1979) e per 5 volte la Coppa di Bulgaria (1969-1970, 1970–1971, 1975–1976, 1976–1977, 1978–1979). Fu capocannoniere del campionato bulgaro nel 1977 con 20 reti e nello stesso anno fu eletto calciatore bulgaro dell'anno.

## Palmarès

### Giocatore

#### Club
- Campionato bulgaro: 4

Levski Sofia: 1969-1970, 1973-1974, 1976-1977, 1978-1979
- Coppa di Bulgaria: 5

Levski Sofia: 1969-1970, 1970-1971, 1975-1976, 1976-1977, 1978-1979

#### Individuale
- Capocannoniere del campionato bulgaro: 2

1975-1976 (18 reti), 1976-1977 (20 reti)